# Phymatostetha albitarsis
Phymatostetha albitarsis is een halfvleugelig insect uit de familie schuimcicaden (Cercopidae). De wetenschappelijke naam van deze soort is voor het eerst geldig gepubliceerd in 1915 door Melichar.